# Hokej na trawie na Letnich Igrzyskach Olimpijskich 2020
Hokej na trawie na Letnich Igrzyskach Olimpijskich 2020 w Tokio. Turnieje odbyły się w 2021 roku.
W obu konkurencjach wystąpiło po 12 drużyn.

## Uczestnicy

### Mężczyźni
| Zawody                            | Data                               | Miejsce      | Zakwalifikowane drużyny                                              |
| --------------------------------- | ---------------------------------- | ------------ | -------------------------------------------------------------------- |
| Gospodarz                         | –                                  | –            | Japonia                                                              |
| Igrzyska Azjatyckie 2018          | 19 sierpnia – 1 września 2018      | Dżakarta     | –                                                                    |
| Igrzyska Panamerykańskie 2019     | 30 lipca – 10 sierpnia 2019        | Lima         | Argentyna                                                            |
| Afrykański turniej kwalifikacyjny | 12–18 sierpnia 2019                | Stellenbosch | Południowa Afryka                                                    |
| Mistrzostwa Europy                | 16–24 sierpnia 2019                | Antwerpia    | Belgia                                                               |
| Puchar Oceanii 2019               | 5–8 września 2019                  | Rockhampton  | Australia                                                            |
| Światowy turniej kwalifikacyjny   | 25 października – 3 listopada 2019 | Różne        | Kanada Niemcy Wielka Brytania Indie Holandia Nowa Zelandia Hiszpania |

### Kobiety
| Zawody                            | Data                               | Miejsce      | Zakwalifikowane drużyny                                         |
| --------------------------------- | ---------------------------------- | ------------ | --------------------------------------------------------------- |
| Gospodarz                         | –                                  | –            | Japonia                                                         |
| Igrzyska Azjatyckie 2018          | 19 sierpnia – 1 września 2018      | Dżakarta     | –                                                               |
| Igrzyska Panamerykańskie 2019     | 30 lipca – 10 sierpnia 2019        | Lima         | Argentyna                                                       |
| Afrykański turniej kwalifikacyjny | 12–18 sierpnia 2019                | Stellenbosch | Południowa Afryka                                               |
| Mistrzostwa Europy                | 16–24 sierpnia 2019                | Antwerpia    | Holandia                                                        |
| Puchar Oceanii 2019               | 5–8 września 2019                  | Rockhampton  | Nowa Zelandia                                                   |
| Światowy turniej kwalifikacyjny   | 25 października – 3 listopada 2019 | Różne        | Australia Chiny Niemcy Wielka Brytania Indie Irlandia Hiszpania |

## Medaliści
| Konkurencja      | Złoto | Srebro | Brąz |
| ---------------- | --- | --- | --- |
| Turniej mężczyzn | Belgia Gauthier Boccard Tom Boon Thomas Briels Cédric Charlier Félix Denayer Nicolas De Kerpel Arthur De Sloover Sébastien Dockier John-John Dohmen Simon Gougnard Alexander Hendrickx Antoine Kina Loïck Luypaert Augustin Meurmans Victor Wegnez Vincent Vanasch Florent Van Aubel Arthur Van Doren | Australia Daniel Beale Joshua Beltz Tim Brand Andrew Charter Tom Craig Matt Dawson Blake Govers Jeremy Hayward Tim Howard Dylan Martin Trent Mitton Eddie Ockenden Flynn Ogilvie Lachlan Sharp Joshua Simmonds Jacob Whetton Tom Wickham Aran Zalewski                                                                               | Indie Surender Kumar Varun Kumar Birendra Lakra Vivek Prasad Dilpreet Singh Gurjant Singh Harmanpreet Singh Hardik Singh Mandeep Singh Manpreet Singh Rupinder Pal Singh Shamsher Singh Simranjeet Singh Nilakanta Sharma Sreejesh Raveendran Parattu Sumit Lalit Upadhyay Amit Rohidas |
| Turniej kobiet   | Holandia Felice Albers Eva de Goede Xan de Waard Marloes Keetels Josine Koning Sanne Koolen Laurien Leurink Frédérique Matla Laura Nunnink Malou Pheninckx Pien Sanders Lauren Stam Margot van Geffen Caia van Maasakker Maria Verschoor Lidewij Welten                                               | Argentyna Agustina Albertarrio Agostina Alonso Noel Barrionuevo Valentina Costa Biondi Emilia Forcherio Agustina Gorzelany María José Granatto Victoria Granatto Julieta Jankunas Sofía Maccari Delfina Merino Valentina Raposo Rocío Sánchez Moccia Micaela Retegui Victoria Sauze Belén Succi Sofía Toccalino Eugenia Trinchinetti | Wielka Brytania Giselle Ansley Grace Balsdon Fiona Crackles Maddie Hinch Sarah Jones Hannah Martin Shona McCallin Lily Owsley Hollie Pearne-Webb Isabelle Petter Elena Rayer Sarah Robertson Anna-Frances Toman Susannah Townsend Laura Unsworth Leah Wilkinson                         |

## Tabela medalowa
| Miejsce | Państwo         | Złoto | Srebro | Brąz | Razem |
| ------- | --------------- | ----- | ------ | ---- | ----- |
| 1       | Belgia          | 1     | 0      | 0    | 1     |
| 1       | Holandia        | 1     | 0      | 0    | 1     |
| 2       | Argentyna       | 0     | 1      | 0    | 1     |
| 2       | Australia       | 0     | 1      | 0    | 1     |
| 3       | Indie           | 0     | 0      | 1    | 1     |
| 3       | Wielka Brytania | 0     | 0      | 1    | 1     |
| Ogółem  | Ogółem          | 2     | 2      | 2    | 6     |